# Buddleja davidii 'Ile de France'

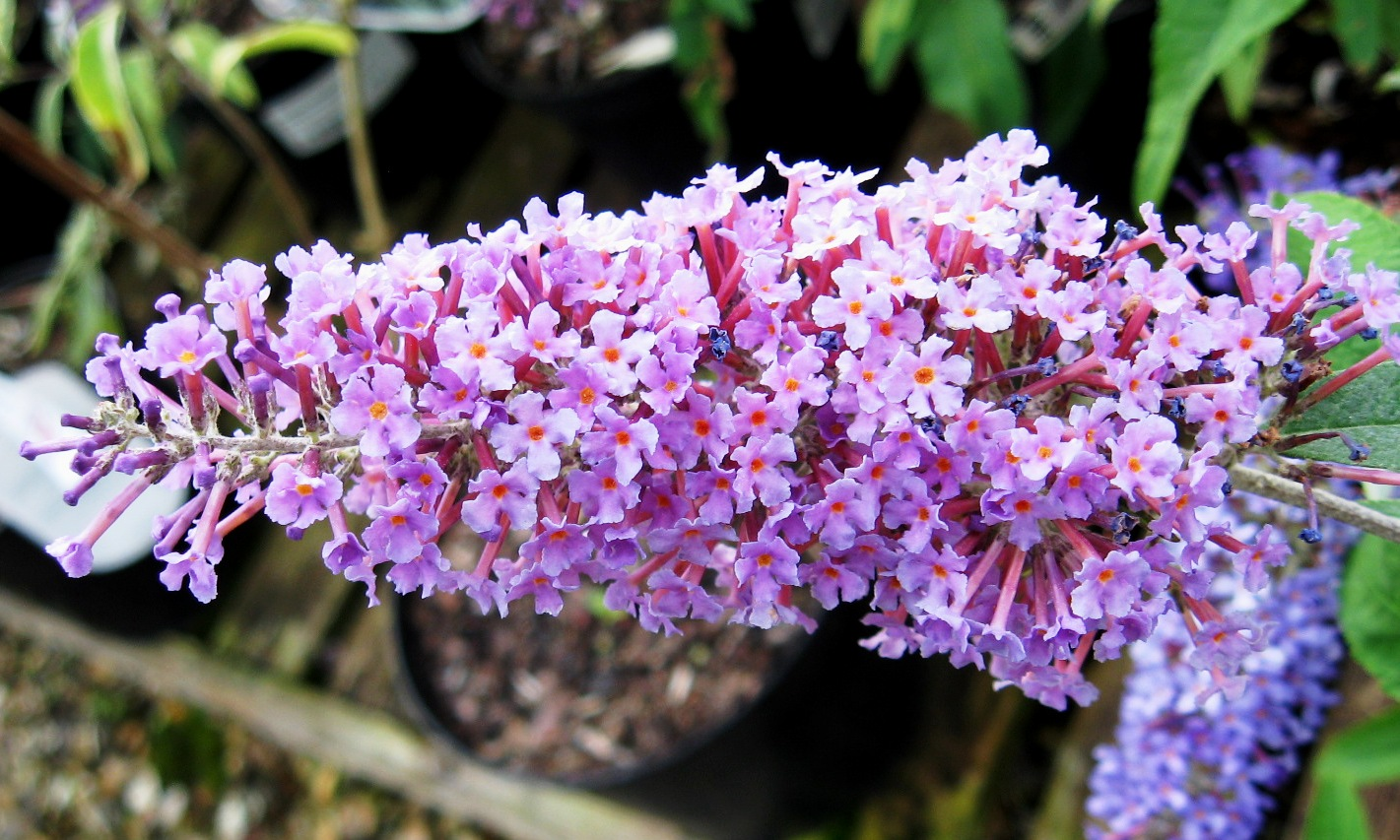
De Buddleja davidii 'Ile de France'

Buddleja davidii 'Ile de France' is een oude davidii cultivar. Hij werd door Auguste Nonin in 1930 in Chatillon-sous-Bagneux ingeleid.
De plant kan 3 meter hoog worden. Hij heeft lange violette pluimen en groeit het best in de zon.
De Buddleja davidii 'Ile de France' komt aan beide kanten van de Atlantische Oceaan voor.